# Stefan Filipović

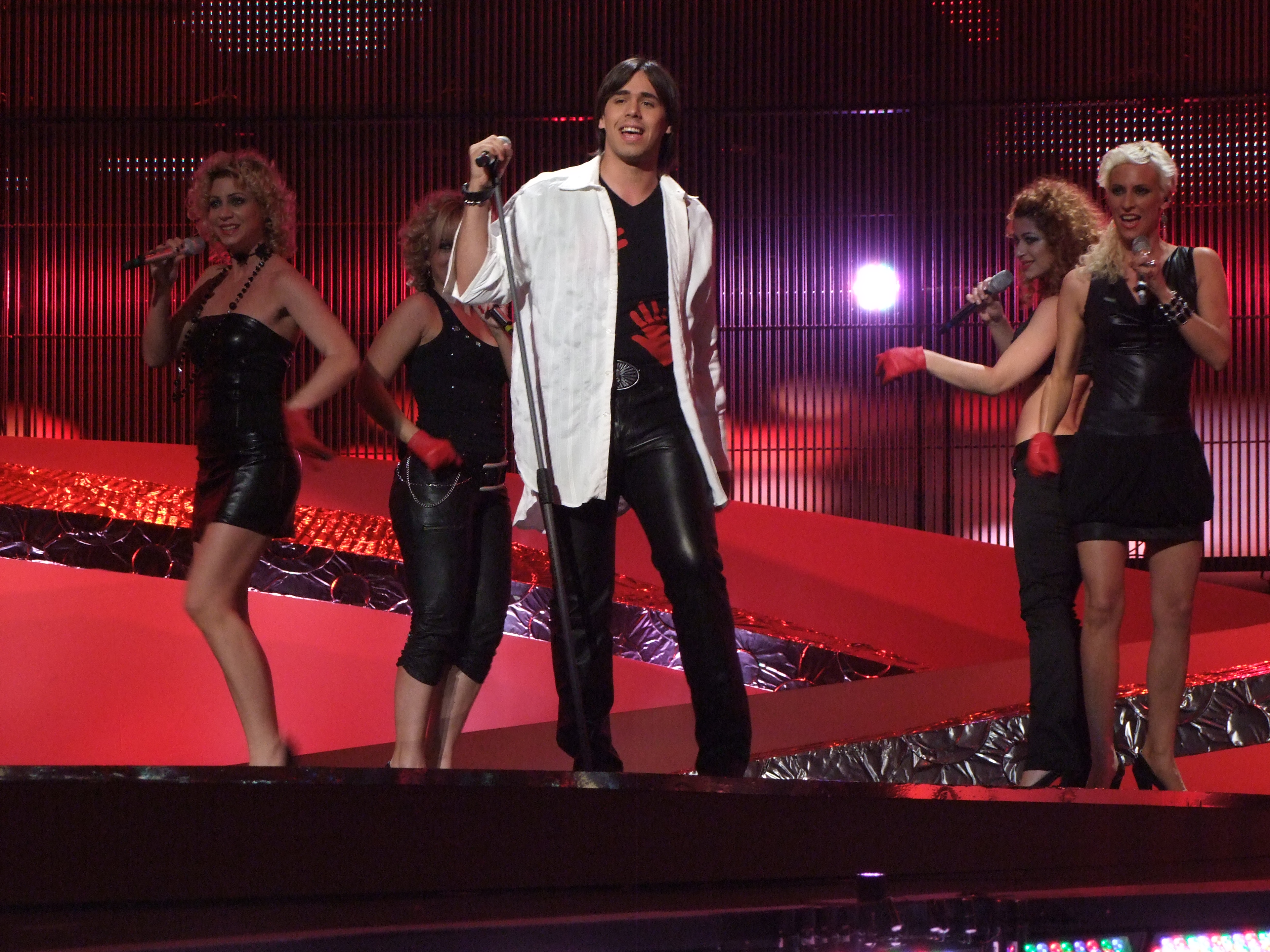
Stefan Filipović på scenen i Belgrad.

Stefan Filipović är sångare född 18 januari 1987 i Podgorica, Montenegro (då Jugoslavien). 
Stefan började sjunga som sjuåring och har sedan dess deltagit i och vunnit ett flertal nationella och internationella talangtävlingar. Den 27 januari 2008 valdes han som landets representant till Eurovision Song Contest i Belgrad, Serbien. Året innan hade han med låten Ne Mogu Bez Tebe kommit på andra plats i den nationella uttagningen till tävlingen i Helsingfors. 

## Diskografi

### Singlar
- Ja Mogao Bih Sve
- Ne Umijem
- Za Nju
- Šećer i Voće
- Ne Mogu Bez Tebe
- Nebo i More